# دندان نیش (پستانداران)
دندان‌های نیش (به انگلیسی: Canine tooth)، دندان‌هایی نسبتاً کشیده و نوک تیز اند. در برخی جانداران گاهی نوک این دندان‌ها کمی صاف است و مانند دندان‌های پیش دیده می‌شوند. این دندان برای محکم گرفتن غذا برای پاره کردن آن از هم و گاهی به عنوان سلاح دفاعی کاربرد دارند. دندان نیش در پستانداران معمولاً بزرگ‌ترین دندان است. بیشتر گونه‌های پستانداران چهار دندان نیش دارند (دوتا در هر فک) که در دو سوی دندان پیش جای گرفته‌اند. برای نمونه انسان این چنین است. در بیشتر پستانداران، دندان نیش از همه بیشتر جلب توجه می‌کند.

## دندان نیش در انسان
۴ عدد دندان نیش در انسان وجود دارد که دو
بالا و دو عدد دیگر در قوس فکی پایین قرار دارند. دندان‌های نیش در دو طرف دندان‌های پیش قرار دارند و اندازه آن‌ها از اندازه دندان‌های پیش بزرگتر است. ریشه این دندان‌ها در داخل استخوان فک قرار دارد و به صورت برجستگی از روی لثه قابل مشاهده هستند.

## نگارخانه

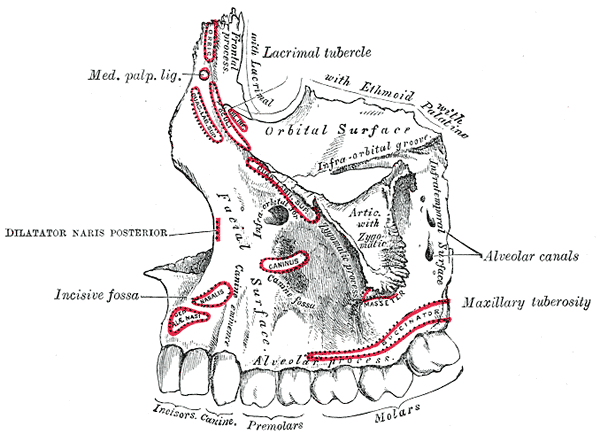
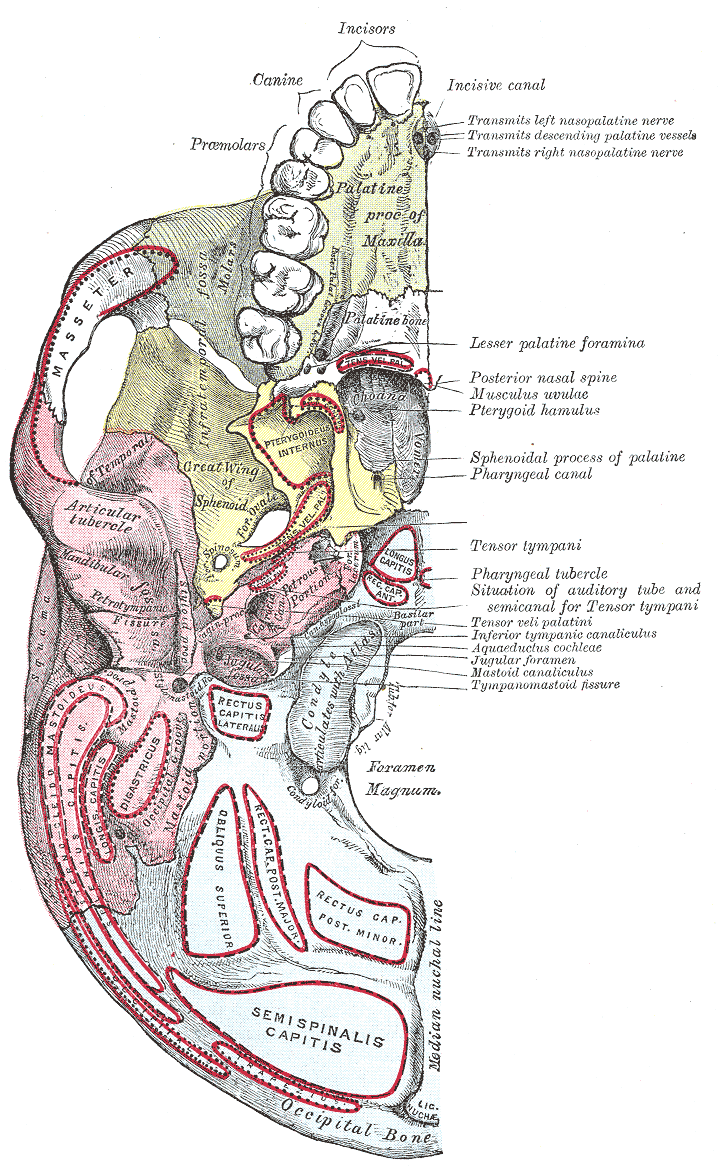
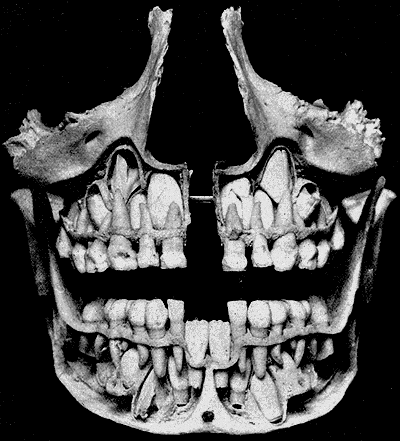